# Жабоп'явка
Жабоп'явка (Batracobdella) — рід п'явок з підродини Glossiphoniinae родини Пласкі п'явки ряду Хоботні п'явки (Rhynchobdellida). Має 5 видів.

## Опис
Загальна довжина коливається від 5 до 25 мм, завширшки 3-4 мм. Зовнішністю частково схожі на представників родів Placobdella і Desserobdella. Особливістю є наявність 1 пари очей. Тіло зазвичай широке (у деяких видівтрохи звужене), помірно звужене до передньої частини. Передній кінець трохи розширено. Краї тіла дещо зазубрені. Задня присоска округла, велика. Спинна вкрита великою кількістю сосочків. Гонопори розділено 2 сегментами.
Забарвлення зазвичай темних кольорів та відтінків.

## Спосіб життя
Зустрічаються переважно в озерах і ставках, болотах, канавах, а також в струмках та річках, що в них впадають. зустрічаються у печерах та карстових утвореннях. Є ектопаразитами. Живляться кров'ю земноводних, тканинами молюсків. Часто зустрічаються на жабах, звідси походить назва цих п'явок.
Парування відбувається 1 раз у житті. Відкладається до 5 яєць. Інкубаційний період триває 2-3 тижні. Батьки піклуються про новонародження п'явчат, але близько через 1 місяць помирають після їх появи.

## Розповсюдження
Поширено в Європі, Північній та Південній Африці, Близькому Сході, Малій Азії, південно-східній Канаді.

## Види
- Batracobdella algira
- Batracobdella cancricola
- Batracobdella euxina
- Batracobdella kasmiana
- Batracobdella singularia